# Arturo Colautti

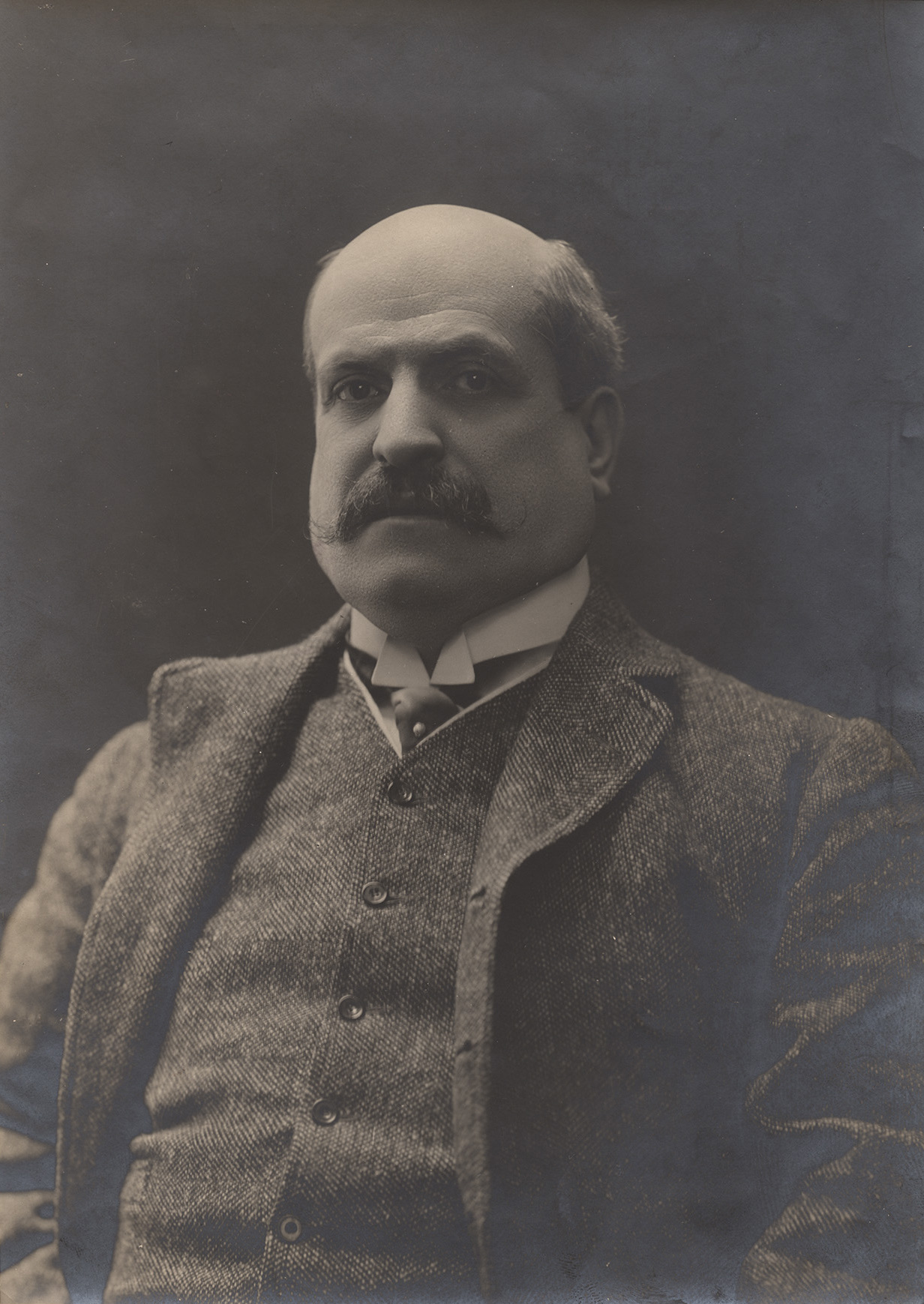
Arturo Colautti (1914)

Arturo Colautti (* 9. Oktober 1851 in Zadar, Österreich-Ungarn, heute Kroatien; † 9. November 1914 in Rom) war ein italienischer Schriftsteller, Journalist, Dichter und Librettist.

## Leben
Arturo wurde in Zara im österreichischen Kaiserreich als jüngstes von vier Kindern von Francesco Colautti, einem friaulischen Ingenieur, der bei der österreichisch-ungarischen Monarchie angestellt war, und Luisa Couarde, einer aus Antibes stammenden Französin, geboren. Er verbrachte seine Jugend in seiner Heimatstadt, wo er seinen Abschluss machte. Er besuchte das örtliche Gymnasium und leistete anschließend seinen Militärdienst in der Österreichisch-Ungarischen Monarchie.
Mit 17 Jahren gründete er die Zeitung Il Progresso, gefolgt von La Leva. Zu dieser Zeit studierte er an den Universitäten Wien und Graz mit den Schwerpunkten Politikwissenschaft und Geographie.
Er zog 1876 nach Spalato, wo er die Zeitschrift für Kultur und Literatur, Rivista Dalmatica, gründete. Die Zeitschrift hielt sich nicht lange, da sie stark proitalienisch war und einen Bezug zu Antonio Bajamonti hatte. Im selben Jahr wurde er gebeten, L’Avvenire zu leiten, und von 1876 bis 1880 entwickelte er daraus eine irredentistische Zeitung.
Unter dem Pseudonym „Fram“ war Colautti auch Militärkritiker des Corriere della Sera während des Russisch-Japanischen Krieges (1904) und erneut in Mailand von 1912 bis 1914, als er L'Alba leitete, und kehrte nach Mailand zurück, um zu arbeiten in der Via Solferino.
Bei Ausbruch des Ersten Weltkriegs war Colautti einer der vielen dalmatinischen italienischen Interventionisten. Er starb jedoch einige Monate vor dem italienischen Eingreifen in den Konflikt. Im Interesse der öffentlichen Ordnung war sein Begräbnis ohne öffentliche Ehren und sein Leichnam wurde im Rahmen einer privaten Zeremonie auf dem Friedhof von Verano beigesetzt.

## Filmografie

### Literarische Vorlage
- 1976: Adriana Lecouvreur (Fernsehfilm)
- 1984: Adriana Lecouvreur (Fernsehfilm)
- 1988: Fedora (Fernsehfilm)
- 1989: Adriana Lecouvreur (Fernsehfilm)
- 1993: Fedora (Fernsehfilm)
- 1993: Fedora (Fernsehfilm)
- 1997: Live from the Metropolitan Opera (Fernsehserie, Folge 21x04)
- 2000: Adriana Lecouvreur (Fernsehfilm)
- 2011: Adriana Lecouvreur
- 2016: Fedora
- 2018: Giordano: Fedora
- 2019: The Metropolitan Opera HD Live (Fernsehserie, Folge 13x06)